# 奥莉加·若夫尼尔
奥莉加·博赫丹尼芙娜·若夫尼尔（羅馬化：Olha Bohdanivna Zhovnir；1989年6月8日—），乌克兰女子击剑运动员，主攻佩剑。她曾参加2008年夏季奥林匹克运动会，在女子团体佩剑项目上获得一枚金牌。